# Köhnə Gəgir
Köhnə Gəgir è un comune dell'Azerbaigian situato nel distretto di Lənkəran.